# Pseudolimnophila niveicoxa
Pseudolimnophila niveicoxa är en tvåvingeart som beskrevs av Alexander 1958. Pseudolimnophila niveicoxa ingår i släktet Pseudolimnophila och familjen småharkrankar.
Artens utbredningsområde är Madagaskar. Inga underarter finns listade i Catalogue of Life.